# Système méditerranéen catalan
| - Pyrénées - Pré-Pyrénées (Pyrénées) - Dépression centrale catalane - Petits relief de la dépression centrale | - Cordillère transversale - Cordillère prélittorale (Système catalan) - Cordillère littorale (Système catalan) - Zones de plaines entre les Dépressions Littorales et Pré-littorales |

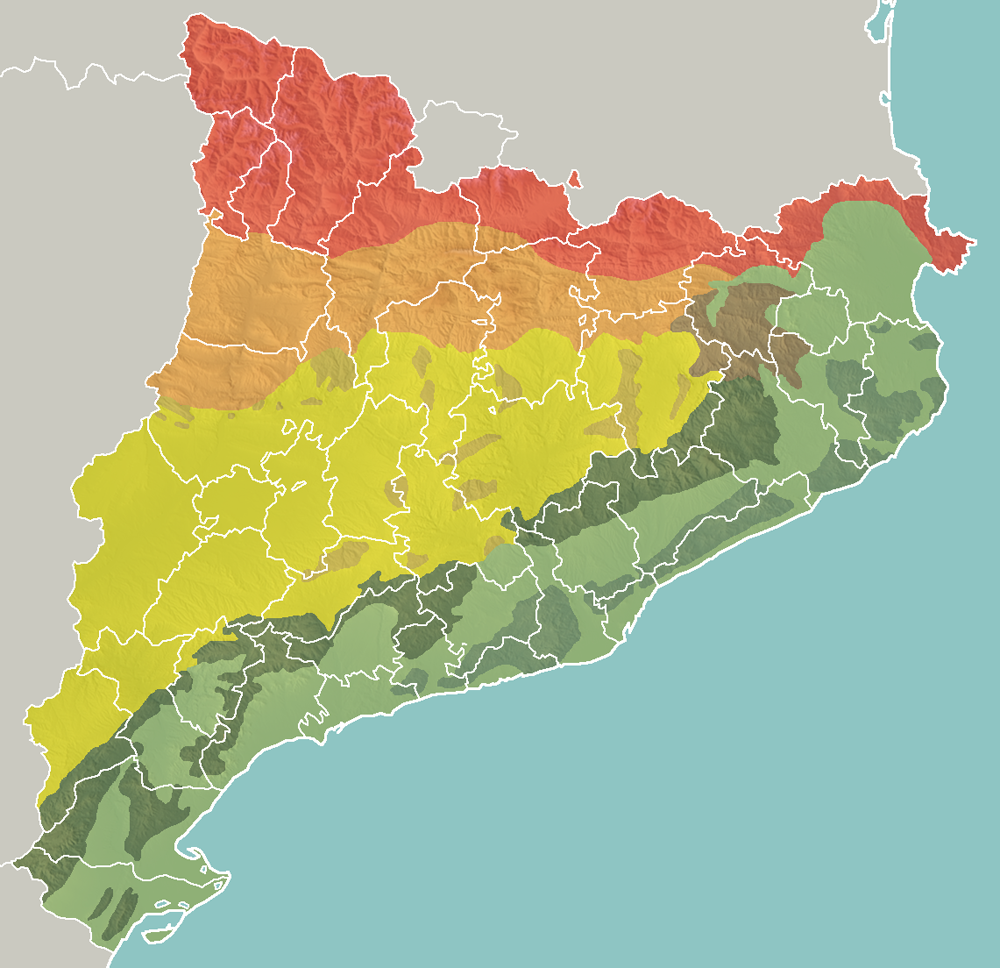
Découpage morpho-structurel de la Catalogne :

Le Système méditerranéen catalan, également connu sous le nom de Cordillères côtières, est un double système d'alignements montagneux plus ou moins parallèles : la Cordillère prélittorale et la Cordillère littorale.

## Géographie
Les deux chaînes qui forment le système sont séparées par une fosse tectonique, zone de dépression connue sous le nom de dépression pré-littorale.
Le système méditerranéen — les deux cordillères parallèles — s'étendent du sud-ouest au nord-est. Au sud-ouest, les chaînes de montagnes font le lien au niveau de Tortose entre la montagne de l'Épine et le système Ibérique. Au nord-est elles s'appuient sur les contreforts des Pyrénées.
Les Pyrénées et les Cordillères côtières délimitent un espace plus ou moins plan nommée dépression centrale :
- la Cordillère prélittorale est l'alignement intérieur qui va de l'embouchure du Ter jusqu'à Montsià. Elle présente les sommets les plus hauts du système. Avec 1 706 à 1 708 m d'altitude, le Turó de l'Home (« colline de l'Homme »), au Montseny est le pic le plus haut ;
- la Cordillère littorale est l'alignement extérieur. Il est parallèle à la côte et s'étend depuis la plaine de l'Empordà jusqu'à Tarragone. Ce massif est plus bas. Son point culminant est le Montnegre (« mont Noir ») avec 763 m d'altitude.

Transversalement, le système peut être divisé en 3 zones :
- la zone septentrionale, depuis l'Empordà au Llobregat ;
- la zone centrale, depuis Llobregat à l'Èbre ;
- la zone méridionale, depuis le Baix Ebre jusqu'à la rivière Millars au Pays valencien.

## Géologie
Géologiquement, le système est très complexe. Il est le résultat du soulèvement tectonique d'un massif ancien d'une longueur de 300 km.
On différencie deux grands secteurs séparés par le Llobregat. Le secteur nord est constitué par des matériaux paléozoïques et cristallins, alors que le secteur sud est formé par des sédiments mésozoïques et tertiaires.